# كونتيولمو (تشيلي)
كونتيولمو (بالإسبانية: Contulmo) هي بلدية تقع في تشيلي في Arauco Province. يقدر عدد سكانها بـ 5,515 نسمة ومساحتها 961.5 كم2 وترتفع عن سطح البحر 25 متر.